# Złuszczające śródmiąższowe zapalenie płuc
Złuszczające śródmiąższowe zapalenie płuc (ang. desquamative interstitial pneumonia, DIP) – rzadka choroba zaliczana do idiopatycznych śródmiąższowych zapaleń płuc występująca u osób palących, najczęściej w wieku 30-50 lat. Choroba objawia się kaszlem i dusznością, w badaniu przedmiotowym stwierdza się palce pałeczkowate, podczas osłuchiwania stetoskopem trzeszczenia nad dolnymi polami płucnymi. W gazometrii wykazać można hipoksemię. W badaniu rentgenowskim klatki piersiowej stwierdza się zmiany o charakterze "mlecznego szkła" (nieznaczne zacienienie obszaru płuc z widocznym rysunkiem naczyń krwionośnych). W badaniu tomokomputerowym widoczne są zmiany o charakterze "mlecznego szkła" i siateczkowate zlokalizowane na obwodzie płuc. W diagnostyce wykorzystuje się również badanie histopatologiczne tkanki pobranej w czasie biopsji płuca. W leczeniu stosuje się kortykosterydy. Opisano skuteczną terapię metyloprednizolonem u 10-letniego dziecka.